# Jérôme Revon
Pour les articles homonymes, voir Revon.
 (avril 2012).
Jérôme Revon, né le 26 août 1962 à Tours, est un réalisateur français, producteur en télévision et photographe.
| Image externe |                          |
|               | Portrait de Jérôme Revon |

## Biographie
Jérôme Revon naît à Tours le 26 août 1962, puis grandit à Paris. À l’âge de 22 ans, il signe ses premières réalisations pour le service des sports de Canal+.
En 1989, il crée le dispositif de l’émission de divertissement Fort Boyard pour France 2 tout en continuant à réaliser les rencontres sportives de Canal+. Il met notamment en images l'ensemble des J.O de Barcelone, qui lui vaudra un 7 d'or en 1992, ainsi que les J.O d’Atlanta (1996), d’Athènes (2004) et de Pékin (2008).
Outre le sport qu'il réalise en exclusivité pour la chaîne Canal+ depuis 33 ans, son nom apparaît également au générique d’émissions variées. Il réalise aussi bien des émissions d'information, 7/7, Capital (qui lui vaudra un second 7 d'or en 1997), Zone Interdite, Envoyé Spécial... que des émissions de divertissement (Touche pas à mon poste !, OFNI, l'info retournée, Star Academy, Coucou c'est nous !, Tenue de Soirée, Burger Quiz...).
Il réalise également la couverture de cérémonies (le Mariage du prince Albert II de Monaco et de Charlène Wittstock, les Victoires de la musique, les César, les Molières) ou d'évènements (le Passage à l'an 2000, la Fête de la musique, le Défilé du 14 juillet, la Cérémonie du 11 novembre, la Cérémonie commémorative de la Chute du Mur de Berlin en 2009, la retransmission des 60 ans du Débarquement en Normandie sur France 2, le Sidaction).
Jérome Revon a aussi une réputation dans le domaine des émissions politiques. Il a réalisé les interventions officielles de plusieurs présidents de la République (dont l'interview croisée de Nicolas Sarkozy et de Barack Obama à Cannes, lors du G20), ainsi que les débats politiques, notamment celui entre Ségolène Royal et Nicolas Sarkozy dans l’entre-deux tours de l’élection présidentielle française de 2007. Il est aussi celui qui a été retenu pour réaliser le débat entre les candidats François Hollande et Nicolas Sarkozy pour l'élection de 2012. Le 31 décembre suivant, il réalise l'émission télévisée des vœux présidentiels.
Le 6 juin 2014, il réalise la diffusion sur France 2 et TF1 les commémorations du Débarquement en Normandie, en présence de nombreux chefs d'État étrangers. Lors de ces commémorations, il réalise un plan où Barack Obama et Vladimir Poutine se regardent alors qu'ils s'évitaient à cause des tensions entre les deux chefs d'État.
Le 4 avril 2017, il réalise un débat opposant les onze candidats à l'élection présidentielle, diffusé sur BFM TV et CNews ainsi que sur RMC, Dailymotion et Youtube. C'est la première fois dans une élection présidentielle en France qu'un débat télévisé rassemble l'ensemble des candidats.
Le 31 décembre 2019, il est à la réalisation des vœux de nouvelle année du président Emmanuel Macron. Les 12 et 16 mars 2020, il signe la réalisation des allocutions télévisuelles du président Emmanuel Macron dans le contexte de la pandémie de Covid-19 en France.
En 2020, il arrête la réalisation des émissions sportives de Canal+ ainsi que la captation de la cérémonie des César pour rejoindre la nouvelle chaîne de football Téléfoot.

## Réalisation - Émissions TV
- Le Late Show avec Alain Chabat
- Burger Quiz
- Canal Football Club
- Jour de Foot
- L'Equipe du Dimanche
- J+1 sur Canal+
- Les Jeux Olympiques sur Canal + : Atlanta, Sydney, Barcelone, Athènes, Pékin
- La Cérémonie du FIFA Ballon d'or
- La Cérémonie des Césars
- Nuit des Molières
- Victoire de la Musique
- Le Mariage du prince Albert II de Monaco et de Charlène Wittstock
- Allocutions présidentielles : Emmanuel Macron, François Hollande, Nicolas Sarkozy
- Débats politiques
- Interview croisée de Nicolas Sarkozy et de Barack Obama à Cannes (G20)
- Les 70 ans du Débarquement en Normandie avec Barack Obama et Vladimir Poutine
- Défilé du 14 Juillet
- Fête de la Musique
- Sidaction
- OFNI, l'info retournée présenté par Bertrand Chameroy
- Envoyé Spécial
- Capital
- 7/7
- Zone Interdite
- Star Academy
- Fort Boyard, 62 émissions entre 1990 et 2009
- Nous nous sommes tant aimés
- Coucou c'est nous !
- Frou-frou
- Touche pas à mon poste !
- Samedi d'en rire

## Décorations
- Chevalier de l'ordre des Arts et des Lettres en 2007 pour sa carrière en télévision[7]
- Médaille Moïse Khorenatsi en 2011
- Chevalier de l’ordre de Grimaldi par le Prince Albert de Monaco en 2013
- Chevalier de l'ordre national du Mérite à l'Élysée le 18 novembre 2016[8].
- Chevalier de l'ordre du Mérite culturel de Monaco [9].
- Officier de l'ordre national du Mérite le 23 novembre 2022.

## Sources
1. ↑  Source : La Provence.
2. ↑  L'Express - Monaco s'apprête à fêter le mariage d'Albert II et de la princesse Charlène
3. ↑  Europe 1 - Jérôme Revon pilotera le débat du 2 mai
4. ↑  L'Express IMMEDIAS - Le réalisateur Jérôme Revon à propos de l'image Obama - Poutine : "J'ai vécu quelque chose d'inouï"/
5. ↑  « Ruth Elkrief (BFMTV) et Laurence Ferrari (CNews) animeront le débat pour la présidentielle du 4 avril », sur www.offremedia.com, 28 mars 2017.
6. ↑  Marina Foïs présentera les Césars 2021, Benoît Daragon avec Catherine Balle, Le Parisien, 24 novembre 2020.
7. ↑  « Nomination ou promotion dans l'ordre des Arts et des Lettres juillet 2007 », sur Culture Gouv (consulté le 13 mai 2019).
8. ↑  Décret du 13 novembre 2014 portant promotion et nomination
9. ↑  « Ordonnance Souveraine n° 6.123 du 18 novembre 2016 portant promotions ou nominations dans l'Ordre du Mérite Culturel. », sur Journal de Monaco (consulté le 13 mai 2019).